# ニコラウス・フォン・アムスドルフ

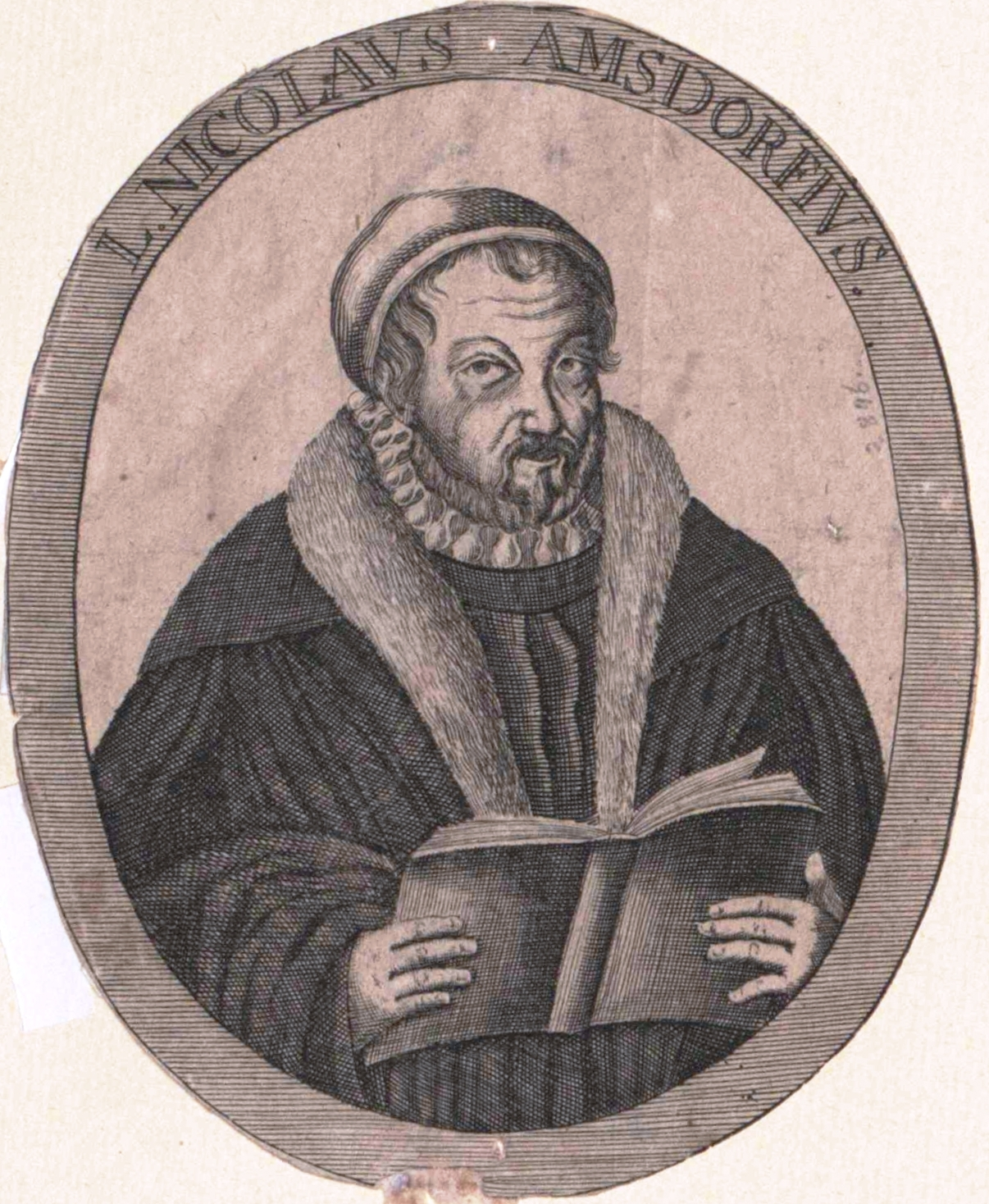
ニコラウス・フォン・アムスドルフ

ニコラウス・フォン・アムスドルフ（Nikolaus von Amsdorf、1483年12月3日、トルガウ - 1565年5月14日、アイゼナハ）は、ドイツの神学者、教会政策の改革者。

## 生涯
ミュールベルクの公職者ゲオルク・フォン・アムスドルフとその妻であり、ヨハン・フォン・シュタウピッツの姉妹であるカタリーナ・フォン・シュタウピッツとの間の息子として生まれ、1497年ライプツィヒのトーマス学校で学び、1500年の夏同所のライプツィヒ大学に入学した。1502年2月15日学士号を取得した後、同年10月18日ヴィッテンベルク大学へ移籍した。そこで1511年神学部学位Lizenziatを取得するが、それはその前年すでに哲学部の学部長となった後のことだった。彼は哲学と神学の講義を担当し、諸聖徒参事会の司教座聖堂参事会員（Knonikus am Allerheiligenstift）となり、何度か学長の職を担った。このように大学とは強い結びつきがあったが、1516年になるまで彼とルターの間の目立った関係はほとんど見られない。
この年アムスドルフはルターの1515/16年のローマ人への手紙に関する講義に端を発する命題を公にあらわした。アムスドルフは当初ルターに関して反発を覚えたが、次第に強い賛同を示すようになった。その後メランヒトン、リンク、カールシュタットを中心とするサークルに参加した。このサークルは当時ルターについで改革と宗教改革を強く要求するものだった。
ルターの影響の下このスコトゥス主義者は宗教改革にかかわる神学者のひとりとなった。彼はルターの受けた試練を直に苦しみ体験したわけではないが（このサークルでそのようなことをしたのはほとんどいなかっただろう）、それでも絶対なる義認に関する教義に対する最も熱烈な擁護者の一人となった。
1519年アムスドルフはルターをライプツィヒ論争へとついていった。同年彼は聖遺物の使用と聖職禄の廃止を求めて、大学改革に尽力している。
この間ヴィッテンベルクの宗教改革者たちは互いの結びつきを深めていった。そのようにしてルターは「ドイツ貴族に与える書」と題する文書を、メランヒトンはアリストファネスの「雲」を出版したものをアムスドルフに献呈している。1521年彼はルターを再び重要な出来事へと、ヴォルムスの帝国会議へとついていき、またその帰路におけるルターの「監禁」についての証言者となった。それに続く数年の間彼はヴィッテンベルクの人々、選帝侯、ルターの間をとりなす役割を務め、メランヒトンと共に宗教改革を推し進めた。特に彼はルターの草案に基づくヘブライ人への手紙に関する講義を行っている。ルター不在時の指導的役割を務めることは両人にとって明らかに困難であり、とりわけ通称ヴィッテンベルク運動（Wittenberger Bewegung）の際がそうだった。
あるときツヴィッカウからヴィッテンベルクへ宗教改革者たち（die Zwickauer Propheten）が訪れ、日ごろからもっと早く、徹底的な改革を心に抱いていたアムスドルフは彼らのいうことに心を揺さぶられた。なぜなら彼は彼らの求めるミサならびに聖画の廃止に対して賛同の意をしめしていたか、少なくとも好意的に黙認をしていたからである。彼が彼らの行いから生ずる暴動や暴力に対して危惧の念を抱いていたとしても、彼はルターその人が1521年5月6日にようやく帰ってきた後はじめて彼らとの、したがってカールシュタットともの関係を断ち切る必要性を認識することができた。その後アムスドルフは聖書の翻訳を共に行い諸聖徒参事会（Allerheiligenstift）の宗教的改革を求めた。なお彼はこの参事会の会長となることも辞退している。
1524年9月24日アムスドルフはマクデブルクへそこの初代教区監督（Superintendent）になりに訪れた。教区（Pfarrei）としては聖ウルリヒ（St. Ulrich）が与えられた。マクデブルクでも宗教改革に対する意見はさまざまであった。そのようにして例えば医師Dr. Cyclopはカルヴァン派の聖餐式に対する立場に立ち、司教座大聖堂の説教者は伝統的良心（die alte Lehre von den guten Werken）を維持し続けた。これらすべてはルターの考えを厳格に守る人にすれば取り組むべき対象であった。多くの論文でアムスドルフはメラヒオール・ホフマンに対して、とりわけ彼の黙示録に対する考えに対して反対をしている。彼はマクデブルクの職務に加え、なかでもアインベックやゴスラーでの宗教改革の断行の手助けにも呼ばれた。
1542年彼はルターからナウムブルクの監督（Bischof）に「任職および聖別（ordiniert und eingeweiht）」された。彼は1547年にはそこを逃れなければならず、カトリックのユリウス・フォン・プフルク（Julius von Pflug）にとってかわられた。
晩年彼はアイゼナハにて時を過ごした。彼はそこから彼にとってルターの考えを裏切ったものすべてに対して苦心しつつも戦い続けた。彼の目にはメランヒトンさえもが裏切り者であった。

## つづりのゆらぎについて
宗教改革当時は名前の書き方はまだ厳密ではなかった。例えばマルティン・ルターは大学入学当初はMartinn Luder de Mansfeldと自ら記入している。（ヴィッテンベルクの博士名簿には1512年に同じつづりによる記入がある。）そのようにしてアムスドルフに関しては次のようなつづりが存在する：Ambsdorf, Amsdorff, Amstorff, Ambsdorff, しまいにはAmpsdorffというものもある。彼自身はたいていAmsdorffとつづった。
今日ではマクデブルク（"Amsdorfer Straße"）、アイゼナハ、ナウムブルク (ザーレ)に彼の名を冠した通りが存在する。